# Oreolyce
Oreolyce is een geslacht van vlinders van de familie van de Lycaenidae. De soorten van dit geslacht komen voor in Azië.

## Soorten
- O. archena (Corbet, 1940)
- O. boulti (Chapman, 1912)
- O. dohertyi (Tytler, 1915)
- O. quadriplaga (Snellen, 1892)
- O. vardhana (Moore, 1875)